# Olteni (okręg Alba)
Olteni – wieś w Rumunii, w okręgu Alba, w gminie Râmeț. W 2011 roku liczyła 15 mieszkańców.